# Uhlířské Janovice
Uhlířské Janovice – miasto w Czechach, w kraju środkowoczeskim.
Według danych z 31 grudnia 2003 powierzchnia miasta wynosiła 2543 ha, a liczba jego mieszkańców 3058 osób.

## Demografia
| Rok             | 1970  | 1980  | 1991  | 2001  | 2003  |
| --------------- | ----- | ----- | ----- | ----- | ----- |
| Liczba ludności | 2 689 | 3 010 | 2 956 | 3 077 | 3 058 |

Źródło: Czeski Urząd Statystyczny